# Betriebsarten von automatischen Werkzeugmaschinen
Automatische Werkzeugmaschinen werden anders als manuell zu bedienende Werkzeugmaschinen von einer elektronischen Steuerung (NC-, CNC-Steuerung) bewegt. Der Bediener schreibt dazu ein Programm, das er für die Anfertigung immer wiederkehrender Werkstücke abspeichern kann. Die Steuerung kann mittels dieser Programme alle Achsen der Maschine selbständig verfahren. 
Auch Zusatzeinrichtungen wie Werkzeugwechsler, Palettenwechsler, Späneförderer, Kühlmitteleinrichtungen werden von der Steuerung koordiniert.
Da diese Maschinen für die Bediener im automatisch ablaufenden Betrieb ein erhebliches Sicherheitsrisiko mit sich bringen, werden in der EN ISO 16090-1:2019 "Werkzeugmaschinen-Sicherheit - Bearbeitungszentren, Fräsmaschinen, Transfermaschinen - Teil 1: Sicherheitsanforderungen" (ehem. EN 12417, Ausgabe: 2001+A2:2009 „Sicherheit von Werkzeugmaschinen – Bearbeitungszentren“ und DIN EN 13128 „Sicherheit von Werkzeugmaschinen – Fräs- und Bohrfräsmaschinen“) verschiedene Betriebsarten definiert, die versuchen, die Sicherheit des Personals an den Maschinen zu maximieren.

## Die Betriebsarten

### Betriebsart 1 – Automatikbetrieb
Der Automatikbetrieb kann zu einer besonders hohen Gefährdung des Bedieners führen, da alle Funktionen der Maschine in vollem Umfang zur Verfügung stehen. In dieser Betriebsart müssen trennende Schutzeinrichtungen ein Betreten des Bearbeitungsraumes verhindern. Wirksame nicht trennende Schutzeinrichtungen (z. B. Lichtschranken) müssen die Maschine oder Anlage bei Betreten des Arbeitsraumes in einen sicheren Zustand versetzen. 
Türen, die in den Bearbeitungsraum führen, müssen mit Schutzschaltern derart verriegelt sein, dass sie nicht geöffnet werden können. 
Erst nach Abschalten des Automatikbetriebs können die Türen geöffnet und der Bearbeitungsraum betreten werden. Nach dem Schließen der Tür kann der Automatikbetrieb wieder gestartet werden.

### Betriebsart 2 – Einrichtbetrieb
Um die Maschine für den Automatikbetrieb vorzubereiten, ist der Einrichtbetrieb vorhanden. Dazu muss an der Maschine über einen Schlüsselschalter der Einrichtbetrieb angewählt werden. Um diese Betriebsart verwenden zu dürfen, müssen Maschinenfahrer speziell geschult sein. 
Die Maschinenfunktionen sind in dieser Betriebsart gegenüber dem Automatikbetrieb deutlich beschränkt. Die Geschwindigkeit aller Achsen darf im Einrichtbetrieb nicht über 2 m pro Minute betragen; die Bewegungen müssen über Handrad oder Tippbetrieb betätigt werden. 
Beim Loslassen eines Bedienelements werden die Antriebe sofort abgeschaltet. Die Spindeldrehzahlen sind im Einrichtbetrieb ebenfalls eingeschränkt. Die Spindel muss nach Loslassen des Zustimmtasters innerhalb von zwei Umdrehungen stehen. 
Der automatische Werkzeugwechsel hat in der Betriebsart 2 keine Funktion und der Späneförderer darf nur im Tippbetrieb in Funktion sein.

### Betriebsart 3 – Prozessbeobachtung in der Fertigung
Die Betriebsart Prozessbeobachtung in der Fertigung erlaubt ein manuelles Eingreifen unter eingeschränkten Betriebsbedingungen. 
Betriebsart 3 dient zum Beispiel der Bearbeitung eines komplexen Einzelwerkstückes oder wenn Bereiche des Werkstückes nicht einsehbar sind. Mit dieser Betriebsart wird durch die Norm ein zusätzlicher manueller Eingriff vorgesehen. Anders als im Automatikbetrieb kann der Benutzer den Bearbeitungsprozess bei geöffneten trennenden Schutzeinrichtungen (Türen) beobachten und steuern.
Dazu ist es notwendig, dass der Bediener eine „ersatzweise wirksame Sicherheitseinrichtung“ in Form eines Handbediengerätes oder eines schwenkbaren Bedienpanels mit in den Arbeitsraum nehmen kann. Damit kann er im Notfall die Maschine schnell außer Betrieb setzen. Diese Bediengeräte müssen außer einem Not-Halt-Taster auch eine Zustimmtaste haben. 
Beim Loslassen dieser Zustimmtaste werden sofort alle Bewegungen der Maschine gestoppt. Die Drehbewegung der Spindel muss dabei innerhalb von fünf Umdrehungen zum Stillstand gekommen sein. Die Geschwindigkeiten einzelner oder mehrerer Achsen dürfen maximal 5 m/min betragen.

### Betriebsart 4 – Prozessbeobachtung in der Fertigung ohne Zustimmeinrichtung
Die Europanorm sieht die Betriebsart 4 (Prozessbeobachtung in der Fertigung, ohne Zustimmeinrichtung) nicht vor. Allerdings ist sie beim Vorliegen besonderer fertigungstechnischer Gründe möglich. Diese Gründe können beispielsweise Einzelstücke in der Fertigung sein, die es während einer längeren Bearbeitung dem Bediener unmöglich machen, ständig die Zustimmtaste zu betätigen und wenn aus dem daraus folgenden Abbruch der Werkstückbearbeitung ein erheblicher, irreparabler Schaden am Werkstück oder der Maschine entstehen könnte. Auch Hinterschneidungen oder das Suchen eines Nullpunktes an komplexen Werkstücken können Gründe dafür sein, dass erhöhte Anforderungen an die Prozessbeobachtung gestellt werden.
Soll diese Betriebsart an einer neuen Werkzeugmaschine zur Verfügung gestellt werden, muss der Maschinenhersteller sicherheitstechnische Details und Vorgehensweisen mit dem späteren Betreiber klären und sich diese auch in schriftlicher Form bestätigen lassen.
Für diese grundlegenden Voraussetzungen gibt es in der Norm „DIN EN ISO 16090-1, Ausgabe: 2024-08 Werkzeugmaschinen-Sicherheit – Bearbeitungszentren, Fräsmaschinen, Transfermaschinen“ Verfahrensweisen für den Hersteller. Im Wesentlichen wird festgelegt, dass der Hersteller der Maschine bei Nachweis der „Unvermeidbarkeit“ dieser Betriebsart ein Sicherheitskonzept ausarbeitet, in dem Schutzmaßnahmen und Verhaltensregeln festgelegt sind, die dem Bediener nach dem derzeitigen Stand der Technik größtmöglichen Schutz bietet.
In diesem Konzept muss auch dem vorhersehbaren Missbrauch vorgebeugt werden, indem die Geschwindigkeiten benötigter Bewegungen eingeschränkt werden und unnötige Gefahren und Bewegungen abgeschaltet sind. Hierzu zählen zum Beispiel der Werkzeugwechsler oder eine Hochdruckkühlmittelanlage.
Die Spindeldrehzahl und Achsvorschübe sind in dieser Betriebsart auf das technologisch erforderliche zu begrenzen.

## Mode of Safe Operation
Zur Flexibilisierung komplexer Bearbeitungsvorgänge kann für verschiedene Maschinenkomponenten und -funktionen jeweils ein unterschiedlich abgestufter Mode of Safe Operation (MSO) gewählt und mittels Schalter eingestellt werden.